# (1340) Yvette
(1340) Yvette est un astéroïde de la ceinture principale découvert le 27 décembre 1934 par Louis Boyer à Alger. Il fait partie de la famille d'Éos. Ses désignations temporaires sont 1934 YA, 1930 DO et 1942 GW.
Il a été nommé d'après la nièce du découvreur.

## Compléments